# Turó del Canyadell
El Turó del Canyadell és una muntanya de 559 metres que es troba al municipi de Sant Celoni, a la comarca del Vallès Oriental.